# Colonia Buenavista Primera Sección
Colonia Buenavista Primera Sección är en ort i kommunen Tejupilco i delstaten Mexiko i Mexiko. Samhället hade 822 invånare vid folkräkningen 2020.